# Xã Rock Island, Quận Williams, Bắc Dakota
Xã Rock Island (tiếng Anh: Rock Island Township) là một xã thuộc quận Williams, tiểu bang Bắc Dakota, Hoa Kỳ. Năm 2010, dân số của xã này là 0 người.